# Коста Нхамоінесу
Коста Нхамоінесу (англ. Costa Nhamoinesu, нар. 6 січня 1986, Хараре) — зімбабвійський футболіст, що грав на позиції захисника.
Виступав, зокрема, за клуби «Заглемб'є» (Любін) та «Спарта» (Прага), а також національну збірну Зімбабве.
Чемпіон Чехії. Дворазовий володар Кубка Чехії.

## Клубна кар'єра
У дорослому футболі дебютував 2005 року виступами за команду «Даррин Текстайлз». 
Згодом з 2005 по 2008 рік грав у складі команд «АмаЗулу», «Масвінго Юнайтед» та «Вісла» (Устронянка).
Своєю грою за останню команду привернув увагу представників тренерського штабу клубу «Заглемб'є» (Любін), до складу якого приєднався 2008 року. Відіграв за команду з Любіна наступні п'ять сезонів своєї ігрової кар'єри.
У 2013 році уклав контракт з клубом «Спарта» (Прага), у складі якого провів наступні сім років своєї кар'єри гравця. Більшість часу, проведеного у складі «Спарти», був основним гравцем захисту команди.
Протягом 2020—2021 років захищав кольори клубу «Керала Бластерс».
Завершив ігрову кар'єру у команді «Подбескідзе», за яку виступав протягом 2021—2022 років.

## Виступи за збірну
У 2008 році дебютував в офіційних матчах у складі національної збірної Зімбабве.
У складі збірної був учасником Кубка африканських націй 2017 року у Габоні.
Загалом протягом кар'єри в національній команді, яка тривала 10 років, провів у її формі 9 матчів, забивши один гол.

## Титули і досягнення
- Чемпіон Чехії (1):

«Спарта» (Прага): 2013-2014
- Володар Кубка Чехії (2):

«Спарта» (Прага): 2013-2014, 2019-2020